# Отрак
Отрак (фр. Autrac) насеље је и општина у централној Француској у региону Оверња, у департману Горња Лоара која припада префектури Бријуд.
По подацима из 2005. године у општини је живело 75 становника, а густина насељености је износила 8.9 становника/km². Општина се простире на површини од 8,46 km². Налази се на средњој надморској висини од 800 метара (максималној 1.028 m, а минималној 552 m).

## Демографија
| 1962. | 1968. | 1975. | 1982. | 1990. | 1999. | 2011. |
| ----- | ----- | ----- | ----- | ----- | ----- | ----- |
| 81    | 75    | 60    | 61    | 63    | 69    | 80    |

График промене броја становника у току последњих година